# Larbi Hosni
Larbi Hosni est un footballeur international algérien né le 11 février 1981 à Alger. Il évoluait au poste d'arrière droit.

## Carrière
Il compte trois sélections avec l'équipe d'Algérie de football. La première, le 7 février 2007 face à l'équipe de Libye de football, où il disputa toute la rencontre, puis face à l'équipe d'Argentine de football et aussi l'équipe du Brésil de football. Il fut régulièrement capé depuis sa première sélection mais sans temps de jeu.

## Palmarès

### En clubs
- Vainqueur de la coupe d'Algérie en 2007 avec le MC Alger.
- Vainqueur de la supercoupe d'Algérie en 2006 et 2007 avec le MC Alger.

### Avec l'équipe d'Algérie
Le tableau suivant indique les rencontres de l'équipe d'Algérie dans lesquelles Larbi Hosni a été sélectionné depuis le 7 février 2007 jusqu'à 22 août 2007.